# Wojciech Mondry
Wojciech Mondry (ur. 3 grudnia 1887 w Botowie, zm. 20 grudnia 1969 w Częstochowie) – polski duchowny katolicki, dziennikarz katolicki, redaktor naczelny „Niedzieli”.

## Życiorys
Urodził się 3 grudnia 1887 roku w Botowie, na Warmii; syn Franciszka i Marii Mikat. W wieku 5 lat wraz z rodzicami wyjechał do Poznania, gdzie kształcił się w 4-letniej szkole elementarnej i gimnazjum św. Marii Magdaleny, a po otrzymaniu świadectwa dojrzałości w 1907 roku powrócił na Warmię. Następnie studiował filozofię i teologię na Akademii Teologicznej im. kard. Stanisława Hozjusza w Braniewie, a 5 lutego 1911 roku przyjął święcenia kapłańskie z rąk biskupa warmińskiego Augustyna Bludaua w katedrze we Fromborku.
Podczas pracy duszpasterskiej na Warmii zajmował się działalnością patriotyczną w celu podtrzymania polskości tych ziem, dlatego był szykanowany przez władze pruskie. W latach 1911–1912 był wikariuszem w Barczewku, gdzie przeciwstawiał się germanizacji ludności polskiej. W latach 1912–1919 był wikariuszem i prefektem szkolnym w Królewcu. W 1919 roku był proboszczem w Pasymiu i Kraszewie, a po szykanowaniu przez władze pruskie przeniósł się do rodzinnej parafii w Biskupcu Reszelskim. Podczas kampanii plebiscytowej został członkiem powiatowej Rady Ludowej i opiekunem ekspozytury Warmińskiego Komitetu Plebiscytowego. W 1920 roku był administratorem parafii w Wolnym Mieście Gdańsku, a następnie został kapelanem pomocniczym Marynarki Wojennej. W Gdańsku zetknął się z pracą redakcyjną, gdzie został redaktorem działu religijnego w „Dzienniku Gdańskim” i administratorem w „Towarzystwie Wydawniczym Pomorskim”. W 1921 roku został współzałożycielem i członkiem Tymczasowego Zarządu Towarzystwa Pomocy Naukowej dla studentów Polaków na Politechnice Gdańskiej.
W 1921 roku wystarał się o przeniesienie do diecezji kujawsko-kaliskiej (włocławskiej). 15 lutego 1923 roku został rektorem kościoła św. Jakuba Apostoła i prefektem szkolnym w Częstochowie. W latach 1923–1925 był notariuszem oficjalatu diecezji włocławskiej w Częstochowie. 25 października 1925 roku pozostał w nowo erygowanej diecezji częstochowskiej.
W marcu 1926 roku bp Teodor Kubina przedstawił propozycję utworzenie redakcji i prowadzenia tygodnika diecezjalnego „Niedziela”. Redakcja początkowo mieściła się na plebanii w parafii św. Zygmunta. Pierwszy numer ukazał się 4 kwietnia 1926 roku w nakładzie ok. 7 tys. egz. W latach 1926–1937 był pierwszym redaktorem naczelnym „Niedzieli”. W latach 1928–1937 wydawano „Kalendarz Jasnogórski”. 26 września 1931 roku otrzymał od papieża Piusa XI odznaczenie Pro Ecclesia et Pontifice. Był delegatem Stowarzyszenia Pań Miłosierdzia św. Wincentego a Paulo, a później dyrektorem: Papieskiego Dzieła Rozkrzewiania Wiary św. Piotra Apostoła, Dziecięctwa Jezusowego i Związku Misyjnego Kleru. Odbył podróże zagraniczne do Ziemi Świętej, Francji i Włoch. Otrzymał odznaczenie Kustodii Ziemi Świętej „Krzyż Jerozolimski”.
W 1937 roku został proboszczem parafii św. Jakuba Apostoła w Częstochowie. Powołał w parafii: Stowarzyszenie Miłosierdzia św. Wincentego á Paulo, Katolickie Stowarzyszenie Młodzieży Męskiej, Katolickie Stowarzyszenie Młodzieży Żeńskiej, Żywy Różaniec, Akcję Katolicką i Apostolstwo Modlitwy. 2 czerwca 1938 roku za działalność patriotyczną otrzymał od Prezydenta RP Medal Niepodległości.
Podczas okupacji prowadził działalność charytatywną i społeczną. Był współorganizatorem pomocy dla Polaków wysiedlonych z Gdyni, a także był zastępcą burmistrza miasta. 15 września 1940 roku został usunięty przez Niemców z tego stanowiska i odtąd konspiracyjnie nadal organizował pomoc dla potrzebujących Polaków. Po wojnie mianowany dziekanem częstochowskim, a w 1951 roku kanonikiem Kapituły Częstochowskiej. W 1954 roku współorganizował I Synod diecezji częstochowskiej. Proboszczem parafii był do 1965 roku. Zmarł 20 grudnia 1969 roku.

## Odznaczenia
- Krzyż Jerozolimski Kustodii Ziemi Świętej
- Pro Ecclesia et Pontifice (1931)
- Medal Niepodległości (1938)